# 575 aC
L'any 575 aC es un any del calendari romà. En l'Imperi Romà havia estat conegut com l'any 179 Ab urbe condita. La denominació de 575 aC per aquest any ha estat utilitzada des de principis de l'edat mitjana, quan es va establir l'era del calendari de l'Anno Domini per denominar els anys.

Batalla de Yanling

## Esdeveniments
- Es construeix a Roma el Temple de Júpiter Capitolí dedicat a Júpiter, Juno i Minerva per ordres del rei Tarquini Prisc.[1] A la ciutat es comencen a construir temples i edificis públics.
- Es construeix la Porta d'Ixtar i la sala del tron de Babilònia durant el regnat de Nabucodonosor II.[2]
- Batalla de Yanling a la provínia de Henan, a l'Antiga Xina que va enfrontar els Jin amb els Chu. L'Estat de Jin és el guanyador de la batalla.[3][4]